# پتورو
پتورو (انگلیسی: Petoro) شرکت دولتی نفت نروژی است، که در سال ۲۰۰۱ توسط گونار برگه تأسیس شد.